# Ивантеевка (станция)
Иванте́евка — железнодорожная станция тупиковой линии Болшево — Фрязино Ярославского направления Московской железной дороги. Расположена в одноимённом городе Московской области. Входит в Московско-Курский центр организации работы железнодорожных станций ДЦС-1 Московской дирекции управления движением. По основному характеру работы является промежуточной, по объёму работы отнесена к 3 классу.
В границах станции находятся:
- Ивантеевка-Грузовая — историческая часть станции, в стороне (на север) от главного хода Болшево — Фрязино. От неё отходит ряд подъездных путей.
- Одноимённая пассажирская платформа Ивантеевка (бывшая Ивантеевка I), находится на главном (однопутном) ходу к юго-востоку от исторической части.
- Разъезд на главном ходу на два пути восточнее платформы Ивантеевка с двумя пассажирскими платформами станции Детская.

Платформа Ивантеевка оборудована турникетами. Время движения от Ярославского вокзала около 1 часа 10 минут, от платформы Фрязино-Пасс. — около 15 минут.
До 1967 года пассажирская платформа находилась в основной части станции, а спрямлённого главного хода с платформой Ивантеевка-1 не было. Пригородные поезда, а затем электропоезда заезжали на станцию со стоянкой и сменой направления. Позже соединительная линия из основной части станции в сторону Фрязино была разобрана.

## Транспорт
- 40 (ст. Пушкино — ст. Щёлково)
- 55 (ст. Ивантеевка - ст. Воронок)